# Ovacık (Honaz)
Ovacık ist ein Dorf im Landkreis Honaz der türkischen Provinz Denizli. Ovacık liegt etwa 13 km östlich der Provinzhauptstadt Denizli und 6 km westlich von Honaz. Ovacık hatte laut der letzten Volkszählung 380 Einwohner (Stand Ende Dezember 2010).